# Afder (zone)
Cet article concerne la zone administrative. Pour le district, voir Afder (woreda).
La zone Afder est une zone administrative de la région Somali en Éthiopie. Cette zone a 570 629 habitants en 2007. Son centre administratif est Hargele.

## Géographie
Limitrophe de la région Oromia au nord et de la Somalie au sud, la zone Afder est entourée dans la région Somali par les zones Liben et Shabelle.
Son centre administratif est Hargele,, une petite ville située 735 km au sud-est d'Addis-Abeba et environ 800 km au sud de Dire Dawa et Djidjiga.
La rivière Ganale Dorya borde la zone à l'ouest. Son affluent, la rivière Weyib ou « Gestro » traverse la zone avant de se jeter dans la Ganale Dorya près de Weldiya. Le Chébéli borde la zone au nord-est.
Les habitats sédentaires se concentrent le long des rivières permettant des cultures irriguées, en premier lieu la Genale Dorya car la Weyib est à sec plusieurs mois dans l'année[réf. souhaitée].
Les éleveurs nomades de chameaux, ovins et caprins parcourent notamment la plaine semi-aride à l'est de la zone, l'altitude est plus élevée à l'ouest[réf. souhaitée].
Cherati, ou Cherti, est mentionnée comme principale ville de marché dans la commercialisation du bétail.
Outre l'agropastoralisme qui est l’activité principale dans la zone, le sel gemme extrait aux environs de Guda Asbo est vendu traditionnellement sur les hauts plateaux éthiopiens et bénéficie de l'amélioration des liaisons routières[réf. souhaitée].
Le manque d’eau potable pénalise en particulier la zone de production de sel.
La zone produit également de l'encens, de la myrrhe et du caoutchouc[réf. souhaitée].
Depuis 2020, la zone est frappée par une sécheresse sévère et prolongée, aggravée en 2024 par des inondations provoquant une crise sanitaire spécialement à Cherati.

## Histoire
Au XXe siècle, El Kere est la capitale de l'awraja de même nom dans la province de Balé.
L'ancienne province est dissoute en 1995 lors de la réorganisation du pays en régions. La zone Afder de la région Somali reprend alors l'essentiel de l'awraja El Kere, les autres awrajas devenant la zone Bale de la région Oromia.
La zone Afder et en particulier le district d'Elkere ont connu des affrontements violents entre les forces gouvernementales et les militants d'Al-Shabaab. [Quand ?]
Le référendum organisé fin 2004 sur la limite régionale Oromia-Somali se déroule dans un climat de tension provoquant des déplacements de réfugiés en particulier dans les districts de Goro Baqaqsa et Guradamole. La limite régionale reste contestée et les subdivisions de la région Somali changent à plusieurs reprises dans un contexte de concurrence pour l'accès aux pâturages et aux ressources en eau.
La zone Afder est considérée comme relativement stable politiquement dans ce contexte fluctuant.
Elle gagne temporairement du territoire à l'ouest aux dépens de la zone Bale à la fin des années 2000 mais en perd ensuite notamment à l'est au bénéfice de la zone Shabelle puis au nord-ouest au bénéfice de la zone Liben.
- Ganale Dorya
- Chébéli

## Woredas

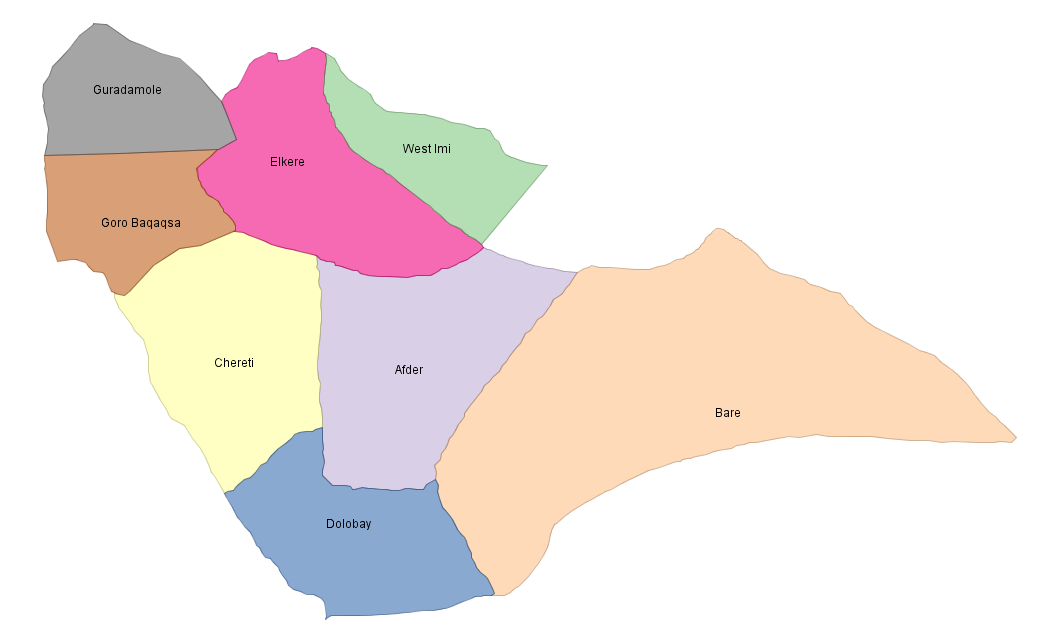
Woredas d'origine.

La zone est composée de huit woredas au début des années 2000, :
- Afder, ou Hargele[13] ;
- Bare ;
- Chereti, ou Weyib[14] ;
- Dolobay ;
- Elkere, ou Serer[14] ;
- Goro Baqaqsa ;
- Guradamole ;
- Mirab Imi.

Le recensement national de 2007 mentionne un neuvième woreda appelé Kersa Dula qui disparaît par la suite, son territoire revenant à la zone Bale,.
Bien que Goro Bekeksa et son voisin Guradamole passent dans la zone Liben vers la fin des années 2010,, la zone Afder compte à nouveau neuf woredas avec la création récente de trois districts appelés Kohle, God-God et Raso.

## Démographie
Le recensement national de 2007 fait état de 570 629 habitants dans la zone Afder dont 8 % de citadins.
Plus de 99 % des habitants sont musulmans, près de 92 % sont des Somalis et 88 % ont pour langue maternelle le somali.
Avec 8 117 habitants recensés, Bare est la principale agglomération de la zone en 2007. Elle est suivie par Mirab Imi, Woldeya, Hargele et Cherti qui ont respectivement 7 897, 7 174, 5 678 et 5 152 habitants en 2007, les autres agglomérations ont moins de 5 000 habitants à la même date.
| Woreda         | Population 2007 | Agglomérations,     |
| -------------- | --------------- | ------------------- |
| Afder          | 79 135          | Hargele, Guda Asebo |
| Bare           | 93 340          | Bare                |
| Cherti / Weyib | 94 295          | Cherti              |
| Dolobay        | 84 134          | Woldeya             |
| Elkere / Serer | 57 735          | Elkere              |
| Goro Bekeksa   | 51 271          | Goro Bekeksa        |
| Guradamole     | 19 841          | Guradamole          |
| Kersa Dula     | 42 774          | Kersa Dul           |
| Mirab Imi      | 48 104          | Mirab Imi           |

En 2022, la population est estimée à 829 690 personnes sur le même périmètre soit une densité de population de 15 personnes par km2 pour environ 55 629 km2 de superficie.
La zone ayant perdu du territoire entre-temps elle n'occupe plus que 42 097 km2 en 2021.
Sa population dépasse 1 270 000 habitants en 2024.